# Lamyctes microporus
Lamyctes microporus är en mångfotingart som beskrevs av Carl Graf Attems 1909. Lamyctes microporus ingår i släktet Lamyctes och familjen fåögonkrypare. Inga underarter finns listade i Catalogue of Life.